# Ferulato de sódio
Ferulato de sódio (abreviado como SF, do inglês sodium ferulate), o sal de sódio do ácido ferúlico, é uma droga usada na medicina tradicional chinesa para tratamento de doenças cardiovasculares e cerebrovasculares e para prevenir trombose. É encontrada na raiz de Angelica sinensis. É considerada segura e efetiva. Ácido felúrico pode também ser extraído da raiz da erva chinesa Ligusticum chuanxiong.